# アドロ
アドロ（伊: Adro）は、イタリア共和国ロンバルディア州ブレシア県にある、人口約7,100人の基礎自治体（コムーネ）。

## 地理

### 位置・広がり
ブレシア県西部のコムーネ。県都ブレシアから西北西へ22km、ベルガモから東南東へ23km、州都ミラノから東北東へ62kmの距離にある。

#### 隣接コムーネ
隣接するコムーネは以下の通り。
- カプリオーロ
- カッツァーゴ・サン・マルティーノ
- コルテ・フランカ
- エルブスコ
- パラッツォーロ・スッローリオ

### 地震分類
イタリアの地震リスク階級 (it) では、3 に分類される
。